# Corumbataí do Sul
Corumbataí do Sul est une municipalité brésilienne située dans l'État du Paraná.